# Сколково (Казаковська сільрада
Сколково (рос. Сколково) — присілок в Вачському районі Нижньогородської області Російської Федерації.
Населення становить 53 особи. Входить до складу муніципального утворення Казаковська сільрада.

## Історія
Від 2009 року входить до складу муніципального утворення Казаковська сільрада.

## Населення
| 1859 | 1905 | 1926 | 1999 | 2002 | 2010 |
| ---- | ---- | ---- | ---- | ---- | ---- |
| 247  | ↗281 | ↗312 | ↘98  | ↘91  | ↘53  |